# Pierre Baugniet
Pierre Baugniet (* 23. Juli 1925 in Antwerpen; † 20. Dezember 1981 in Monaco) war ein belgischer Eiskunstläufer, der im Paarlauf startete.
Seine Eiskunstlaufpartnerin war Micheline Lannoy. Mit ihr dominierte er die ersten beiden Wettkampfjahre nach dem Zweiten Weltkrieg. Sie gewannen sämtliche bedeutende Wettbewerbe, an denen sie teilnahmen. 1947 erliefen sie in Davos den Europameisterschaftstitel und 1947 in Stockholm und 1948 in Davos wurden sie Weltmeister. Bei den Olympischen Winterspielen 1948 in St. Moritz gewannen Baugniet und Lannoy die Goldmedaille. Es ist bis heute die einzige olympische Goldmedaille bei Winterspielen für Belgien. Neben Robert Van Zeebroeck, der 1928 ebenfalls in St. Moritz eine Bronzemedaille gewann, sind Baugniet und Lannoy die einzigen belgischen Eiskunstläufer, die eine olympische Medaille erringen konnten. 

## Ergebnisse

### Paarlauf
(mit Micheline Lannoy)
| Wettbewerb / Jahr       | 1947 | 1948 |
| ----------------------- | ---- | ---- |
| Olympische Winterspiele |      | 1.   |
| Weltmeisterschaften     | 1.   | 1.   |
| Europameisterschaften   | 1.   |      |